# Anton Salétros
Anton Janos Jönsson Salétros (* 12. April 1996 in Stockholm) ist ein schwedischer Fußballspieler. Er steht in Schweden bei AIK Solna unter Vertrag und ist ehemaliger schwedischer Nationalspieler.

## Karriere

### Verein
Salétros  begann mit dem Fußballspielen bei Sandsbro AIK und wechselte über Enskede IK in die Jugendakademie von AIK Solna. Am 30. August 2013 unterzeichnete er seinen ersten Profivertrag und absolvierte einen Tag später sein erstes Spiel in der ersten schwedischen Liga. Sein Vertrag lief bis Ende 2018. Im August 2017 wechselte Salétros leihweise nach Ungarn zu Újpest Budapest. Für den Verein kam er zu lediglich fünf Einsätzen. Am 5. Januar 2018 wurde der Leihvertrag aufgelöst und Salétros kehrte zu AIK Solna zurück.
Im Juni 2018 wechselte Salétros nach Russland zu FK Rostow und unterschrieb einen Vierjahresvertrag. Ab Februar 2019 kehrte er auf Leihbasis zu AIK zurück, der Leihvertrag mit dem amtierenden schwedischen Meister ist bis Ende Juni des Jahres gültig.

### Nationalmannschaft
Salétros lief 28-mal für die schwedische U17-Nationalmannschaft sowie 14-Mal für die U19 auf. Für die schwedische U21-Nationalmannschaft lief er in acht Partien auf.

## Erfolge
Újpest Budapest
- Ungarischer Pokalsieger: 2018

AIK Solna
- Schwedischer Meister: 2018